# I Never Loved a Man the Way I Love You
I Never Loved a Man the Way I Love You — студийный альбом американской певицы Ареты Франклин, выпущенный 10 марта 1967 года. Занимает 84-е место в списке «500 величайших альбомов всех времён по версии журнала Rolling Stone». Пластинка является первым релизом на новом лейбле Atlantic Records после расставания с Columbia, которому певица задолжала 80 тысяч долларов. Джерри Векслер — продюсер, подписавший с Аретой новый контракт, говорил, что увидел её в церкви, «усадил за фортепиано и позволил быть самой собой». Два сингла достигли первой десятки чарта основного чарта Billboard — вынесенный в заглавие альбома «I Never Loved A Man (The Way I Love You)» достиг 9-й позиции, а открывающий альбом «Respect» покорил вершину чарта. Сам альбом также отметился ведущими позициями — второй в Billboard 200 и первой в R&B Albums. За песню «Respect» певица была награждена премией «Грэмми» за лучший женский ритм-н-блюз вокал и лучшее ритм-н-блюз исполнение.

## Список композиций
| №   | Название                                   | Автор(ы)                                         | Длительность |
| --- | ------------------------------------------ | ------------------------------------------------ | ------------ |
| 1.  | «Respect»                                  | Otis Redding                                     | 2:26         |
| 2.  | «Drown in My Own Tears»                    | Henry Glover                                     | 4:00         |
| 3.  | «I Never Loved a Man (The Way I Love You)» | Ronny Shannon                                    | 2:47         |
| 4.  | «Soul Serenade»                            | Curtis Ousley, Luther Dixon                      | 2:30         |
| 5.  | «Don't Let Me Lose This Dream»             | А. Франклин, Ted White                           | 2:22         |
| 6.  | «Baby, Baby, Baby»                         | Арета Франклин, Кэролайн Франклин                | 2:48         |
| 7.  | «Dr. Feelgood»                             | Арета Франклин, Ted White                        | 3:18         |
| 8.  | «Good Times»                               | Sam Cooke                                        | 2:05         |
| 9.  | «Do Right Woman - Do Right Man»            | Chips Moman, Dan Penn                            | 3:15         |
| 10. | «Save Me»                                  | Арета Франклин, Кэролайн Франклин, Curtis Ousley | 2:20         |
| 11. | «A Change Is Gonna Come»                   | Sam Cooke                                        | 4:15         |

## Участники записи
- Арета Франклин — вокал, фортепиано
- Кэролин Франклин — бэк-вокал
- Чипс Моман, Джимми Джонсон — гитара
- Томми Когбилл — бас-гитара
- Дьюи Олдэм — клавишные
- Вилли Бриджес — саксофон-баритон
- Чарльз Чалмерс, Кинг Кёртис — саксофон-тенор
- Мелвин Лэсти — Корнет, фагот
- Джин Кристман, Роджер Хокинс — ударные